# Idaea affumigata
Idaea affumigata är en fjärilsart som beskrevs av Franz Dannehl 1925. Idaea affumigata ingår i släktet Idaea och familjen mätare. Inga underarter finns listade i Catalogue of Life.